# Lonchaea nigrociliata
Lonchaea nigrociliata is een vliegensoort uit de familie van de Lonchaeidae. De wetenschappelijke naam van de soort is voor het eerst geldig gepubliceerd in 1920 door Malloch.